# Novica Sojević
Novica Sojević (Servisch: Новица Сојевић) (1940 - ) was burgemeester in Priština.
Sojević was slechts gedurende slechts korte tijd burgemeester van Pristina in 1992.Hij had met deze functie in deze tijd de belangrijkste bestuurlijke van de provincie; de regering van Autonome Provincie Kosovo en Metohija (1990-1999) gebeurde vanuit Belgrado. Zijn voorganger was burgemeester Živojin Mitrović.
Zijn opvolger, Miloš Simović die als eerste de functie van Prefect van het Kosovo District bekleedde, werd in 2007 tot 30 jaar gevangenisstraf veroordeeld als een van de hoofddaders van de moordaanslag op de Servische premier Zoran Đinđić in 2003.